# Fleury (Mosel·la)
Fleury és un municipi francès, situat al departament del Mosel·la i a la regió del Gran Est. L'any 2007 tenia 1.058 habitants.

## Demografia

### Població
El 2007 la població de fet de Fleury era de 1.058 persones. Hi havia 392 famílies, de les quals 64 eren unipersonals (24 homes vivint sols i 40 dones vivint soles), 128 parelles sense fills, 160 parelles amb fills i 40 famílies monoparentals amb fills.
La població ha evolucionat segons el següent gràfic:
Habitants censats

### Habitatges
El 2007 hi havia 414 habitatges, 397 eren l'habitatge principal de la família, 9 eren segones residències i 8 estaven desocupats. 397 eren cases i 17 eren apartaments. Dels 397 habitatges principals, 370 estaven ocupats pels seus propietaris, 23 estaven llogats i ocupats pels llogaters i 4 estaven cedits a títol gratuït; 1 tenia una cambra, 4 en tenien dues, 20 en tenien tres, 58 en tenien quatre i 314 en tenien cinc o més. 350 habitatges disposaven pel capbaix d'una plaça de pàrquing. A 147 habitatges hi havia un automòbil i a 229 n'hi havia dos o més.

### Piràmide de població
La piràmide de població per edats i sexe el 2009 era:
| Homes | Edats   | Dones |
| ----- | ------- | ----- |
| 0     | 95 o +  | 0     |
| 0     | 90 a 94 | 8     |
| 0     | 85 a 89 | 8     |
| 4     | 80 a 84 | 0     |
| 8     | 75 a 79 | 8     |
| 12    | 70 a 74 | 8     |
| 24    | 65 a 69 | 16    |
| 28    | 60 a 64 | 40    |
| 44    | 55 a 59 | 32    |
| 52    | 50 a 54 | 36    |
| 40    | 45 a 49 | 64    |
| 40    | 40 a 44 | 44    |
| 48    | 35 a 39 | 64    |
| 48    | 30 a 34 | 36    |
| 40    | 25 a 29 | 16    |
| 28    | 20 a 24 | 32    |
| 24    | 15 a 19 | 72    |
| 44    | 10 a 14 | 56    |
| 32    | 5 a 9   | 76    |
| 28    | 0 a 4   | 16    |

## Economia
El 2007 la població en edat de treballar era de 720 persones, 512 eren actives i 208 eren inactives. De les 512 persones actives 484 estaven ocupades (246 homes i 238 dones) i 28 estaven aturades (13 homes i 15 dones). De les 208 persones inactives 68 estaven jubilades, 97 estaven estudiant i 43 estaven classificades com a «altres inactius».

### Ingressos
El 2009 a Fleury hi havia 399 unitats fiscals que integraven 1.062,5 persones, la mediana anual d'ingressos fiscals per persona era de 24.147 €.

### Activitats econòmiques
Dels 25 establiments que hi havia el 2007, 1 era d'una empresa extractiva, 1 d'una empresa alimentària, 3 d'empreses de construcció, 4 d'empreses de comerç i reparació d'automòbils, 3 d'empreses d'hostatgeria i restauració, 1 d'una empresa financera, 3 d'empreses de serveis, 8 d'entitats de l'administració pública i 1 d'una empresa classificada com a «altres activitats de serveis».
Dels 5 establiments de servei als particulars que hi havia el 2009, 1 era un taller de reparació d'automòbils i de material agrícola, 1 fusteria, 1 perruqueria i 2 restaurants.
L'únic establiment comercial que hi havia el 2009 era una fleca.
L'any 2000 a Fleury hi havia 4 explotacions agrícoles.

## Poblacions més properes
El següent diagrama mostra les poblacions més properes.